# رنو کره

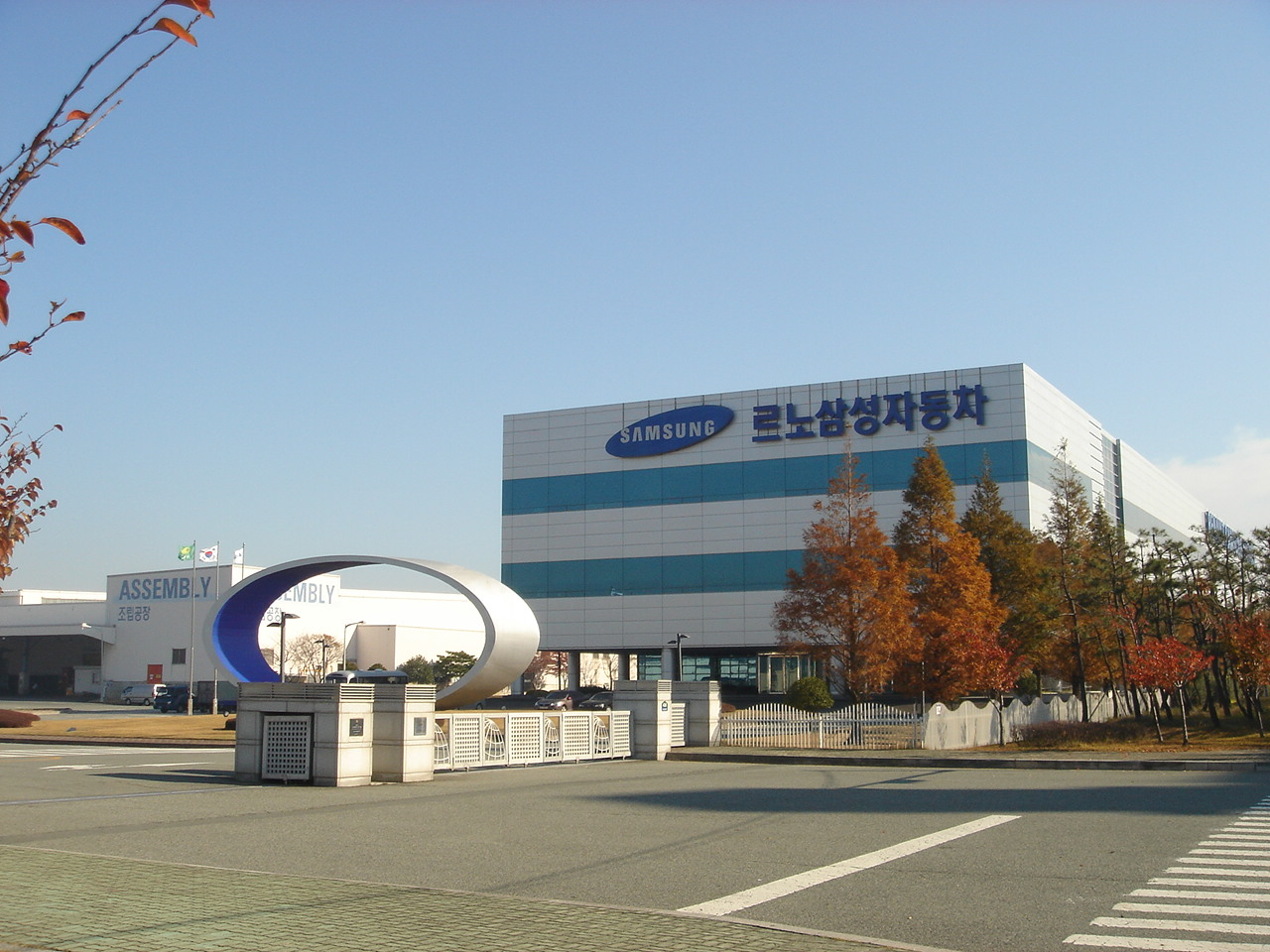
کارخانه رنو سامسونگ در بوسان

رنو سامسونگ موتورز (به انگلیسی: Renault Samsung Motors) شرکت خودروسازی کره‌ای است، که در سال ۱۹۹۴ میلادی، توسط شرکت سامسونگ، با نام سامسونگ موتورز تأسیس شد و از سال ۱۹۹۸ فروش خودرو را آغاز کرد.
این شرکت در بحران مالی ۱۹۹۷ آسیا آسیب دید، که در پی آن، از ماه دسامبر ۱۹۹۸ مذاکرات با شرکت رنو را آغاز نمود و در سپتامبر ۲۰۰۰، شرکت خودروسازی رنو، اقدام به خریداری ۷۰٪ درصد از سهام آن، به ارزش ۵۱۲ میلیون دلار نمود. شرکت رنو هم‌اکنون مالکیت ۸۰٫۱٪ درصد و گروه سامسونگ نیز از طریق شرکت سامسونگ کارت؛ مالکیت ۱۹٫۱٪ درصد از سهام رنو سامسونگ موتورز را در اختیار دارند.

## تولیدات
- رنو سامسونگ اس‌ام۷
- رنو سامسونگ اس‌ام۶
- رنو سامسونگ اس‌ام۵
- رنو سامسونگ اس‌ام۳
- رنو سامسونگ اس وی۱۱۰
- رنو سامسونگ بیگ ثامب